# La voce del vortice
La voce del vortice (Voice of the Whirlwind) è un romanzo cyberpunk dello scrittore statunitense Walter Jon Williams pubblicato nel 1987.

## Storia editoriale
Il romanzo è stato pubblicato per la prima volta negli Stati Uniti nel 1987 e pubblicata in lingua italiana nel 2000.
L'opera fa parte della serie Hardwired composta da:
- Guerrieri dell'interfaccia (Hardwired, romanzo, 1986)
- Solip:System  (racconto, 1989)[5]
- La voce del vortice (Voice of the Whirlwind, romanzo, 1987)

## Trama
Nel futuro l'umanità ha conquistato lo spazio e ha creato habitat artificiali nelle stazioni spaziali diffuse in tutto il sistema solare e su pianeti interstellari. Le nazioni hanno perso le loro caratteristiche e al loro posto si sono imposte le "policorporazioni", potentissime multinazionali che si fronteggiano e si combattono per conquistarsi maggiore potere commerciale. Steward, "Stu", è un ex soldato di una disciolta policorporazione, la "Luce Coerente" che nei ranghi del corpo d'elite dei "Falchi di Ghiaccio" ha combattuto le sanguinose "Guerre degli Oggetti". Durante il conflitto le maggiori policorporazioni si sono fronteggiate con ogni mezzo per acquisire il controllo di un planetoide, Sheol, nelle cui gallerie erano state rinvenute vestigia e apparecchiature aliene, appartenute alla civiltà dei "Potenti". La guerra ha sconvolto l'assetto economico delle policorporazioni che hanno creato alleanze, ordito tradimenti e fusioni, per finire poi per annientarsi a vicenda. Chi ne ha pagato maggiormente il prezzo sono stati i combattenti i cui pochi sopravvissuti sono stati contaminati dalle armi biologiche sperimentali impiegate nel conflitto. I Potenti, ritornati su Sheol, hanno trovato l'habitat sconvolto e non hanno potuto fare altro che portare in salvo i superstiti.
Stu è un clone, un cosiddetto "Beta", il cui originale "Alfa", già sopravvissuto all'ecatombe di Sheol, è morto successivamente in circostanze misteriose sull'habitat di Vega. Il processo di clonazione ha creato una perfetta copia di Stu a partire da un campione di tessuto umano; la duplicazione prevedeva il backup di tutti i ricordi dell'Alfa nel clone Beta, tuttavia nella memoria del nuovo Steward c'è un buco relativo agli ultimi mesi. Con difficoltà l'uomo tenta di scoprire cosa è successo al suo originale e scoprirà macchinazioni ordite da policorporazioni alleate con i Potenti che, ben lontano dall'essere una razza perfetta, si riveleranno possedere gli stessi difetti degli umani e la stessa sete di potere.
La ricerca di Stu muove dai pochi indizi lasciati dal suo Alfa in un filmato speditogli e lo porta prima ad allacciare i contatti con un suo ex commilitone, Griffith, a riciclarsi nel contrabbando di droga prima e di informazioni riservate poi, a imbarcarsi su di un'astronave per raggiungere Vesta alla ricerca di ulteriori informazioni sul suo Alfa. Scoprirà le macchinazioni che hanno visto il suo mentore, il colonnello de Prey, addestratore dei Falchi di Ghiaccio, macchiarsi di tradimento, colpevole di aver abbandonato il corpo di spedizione di Steward su Sheol a morte certa. I Falchi di Ghiaccio non erano altro che moneta di scambio per macchinazioni politiche e commerciali tra i Potenti e le policorporazioni.
La vendetta diventa il fine ultimo di Stu che, guidato dal karma vuole raddrizzare i torti subiti dal suo Alfa e dai compagni d'armi.

## Personaggi
Etienne Njagi "Stu" StewardDi origini francesi, si è arruolato giovanissimo nelle forze speciali della policorporazione "Luce Coerente". Si risveglia in un ospedale e scopre di essere il clone dell'originale Steward. Con grosse lacune nella memoria, tenta di ricostruire il suo passato.
GriffithEx commilitone di Stu, si rivela essere al soldo di una policorporazione.
Dottor AshrafIncaricato dell'ambientamento di Stu subito dopo il risveglio dal processo di clonazione. Viene ritrovato morto, torturato da ignoti per estorcergli informazioni sul suo paziente.
Colonnello de PreyL'addestratore dei Falchi di Ghiaccio e loro carismatico leader. Si rivela essere un freddo calcolatore, un traditore mosso dalla sete di potere. Creduto morto, ucciso dall'Alfa di Stu, è stato invece clonato e quindi nuovamente pronto a ordire tradimenti.
NatalieL'ex moglie di Stu della quale l'uomo è ancora innamorato. vive in una fatiscente stazione orbitale con il figlio, affetto da grave handicap, risultato dei danni ai cromosomi di Stu causati dalle armi biologiche con cui è venuto in contatto durante le Guerre degli Oggetti.
ArdalaUn'amica di Stu sin dai tempi dell'adolescenza francese. I due hanno una relazione.
CurzonFigura di spicco di una policorporazione che aveva convinto l'Alfa di Steward a uccidere il colonnello de Prey.
ReeseUn'astronauta collega di Stu. Si rivela essere anch'ella agente di una policorporazione.
StoichkoUn agente di una policorporazione che vuole assoldare Stu per gli scopi della sua società. Viene ritrovato morto, probabilmente ucciso da sicari di una corporazione rivale.
Janice WeathermanConsulente finanziario di Stu, lo aiuta a investire i proventi delle attività di contrabbando per garantire al figlio e all'ex moglie, Natalie, una vita agiata e a consentirgli di ritornare in vita, come clone "Gamma", dopo essere stato ucciso.

## Edizioni
- (EN) Walter Jon Williams, Voice of the Whirlwind, 1ª ed., Tor, 1987, ISBN 978-0-312-93013-4.
- Walter Jon Williams, La voce del vortice, traduzione di Elena Gigliozzi, Solaria, n. 0, Fanucci, 2000, ISBN non esistente.